# Dalarö församling
Dalarö församling var en församling i Stockholms stift och i Haninge kommun i Stockholms län. Församlingen uppgick 2002 i Dalarö-Ornö-Utö församling.

## Administrativ historik
Församlingen bildades omkring 1650 genom en utbrytning ur Tyresö församling och var därefter till 1 maj 1923 annexförsamling i pastoratet Tyresö och Dalarö för att därefter till 2002 vara moderförsamling i pastoratet Dalarö, Ornö och Utö som till 1 maj 1929 även omfattade Nämdö församling. Församlingen uppgick 2002 i Dalarö-Ornö-Utö församling.

## Kyrkor
- Dalarö kyrka